# جين كينيدي
جين كينيدي (بالإنجليزية: Gene Kennedy)‏ هو سياسي أمريكي، ولد في 28 أكتوبر 1927 في لي مارس في الولايات المتحدة. انتخب عضو مجلس ولاية آيوا.